# 全国七大学応援団・応援部合同演舞演奏会
全国七大学応援団・応援部合同演舞演奏会（ぜんこくななだいがくおうえんだんおうえんぶごうどうえんぶえんそうかい）は全国七大学総合体育大会の期間中に参加七大学の応援団・応援部によって行なわれる演舞会。主管大学もしくは近隣で、近年は8月初頭に開催されることが多い。その年の主管大学がトリを務める。全大学の演舞演奏終了後に、全大学のブラスバンド・チアリーダーが共演する「ブラチアステージ」が行われる。
前後に近隣でパレードやアピールイベントが開催される年もある。

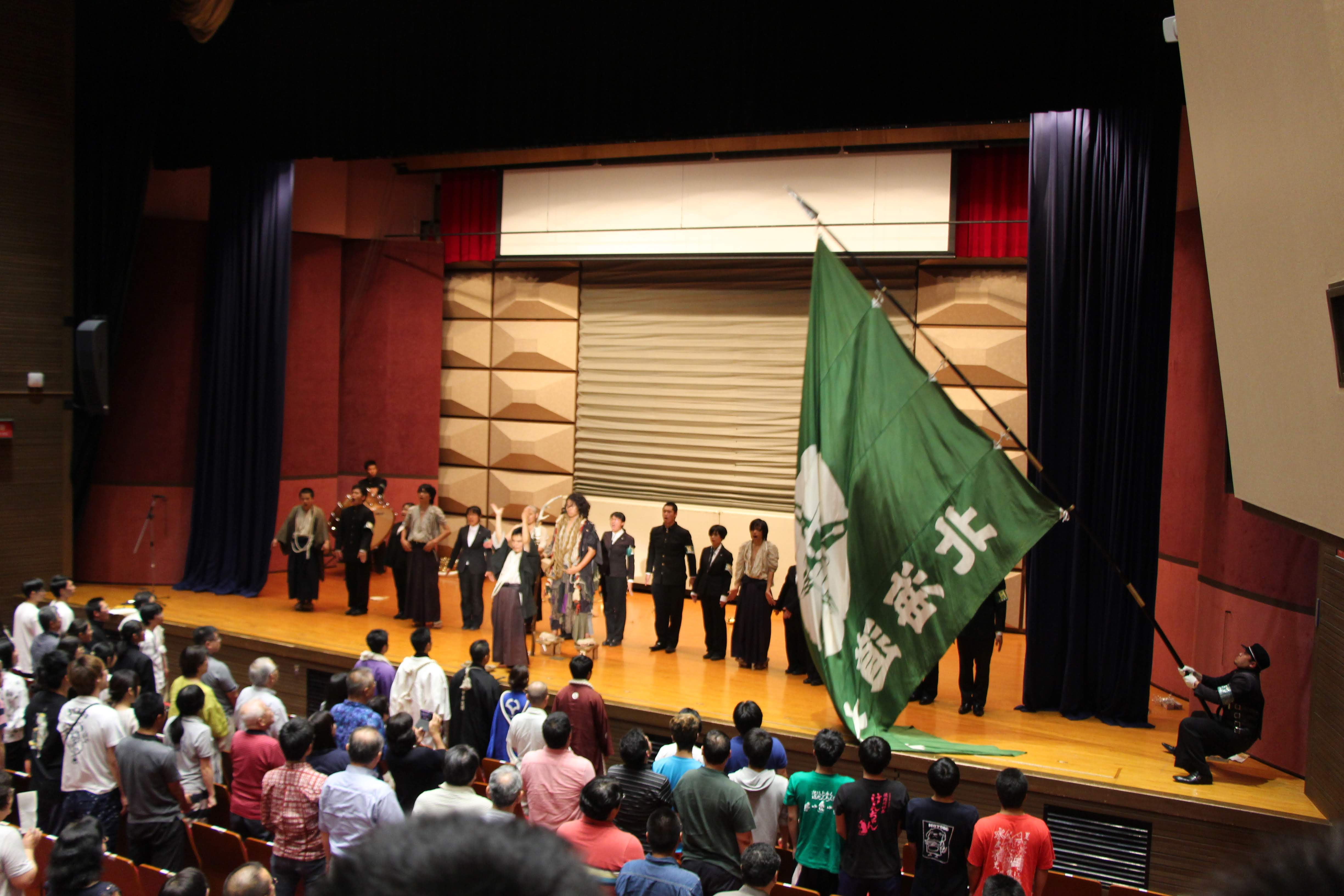
2018年北海道大学クラーク会館講堂での北海道大学応援団によるエールの様子

## 参加団体
- 北海道大学応援団・北海道大学応援吹奏団
- 東北大学学友会応援団
- 東京大学運動会応援部
- 名古屋大学応援団
- 京都大学応援団
- 大阪大学応援団
- 九州大学応援団